# Were You There?
 (décembre 2024).
Si vous disposez d'ouvrages ou d'articles de référence ou si vous connaissez des sites web de qualité traitant du thème abordé ici, merci de compléter l'article en donnant les références utiles à sa vérifiabilité et en les liant à la section « Notes et références ».
Sorti le 15 novembre 2004, Were You There? est le premier véritable DVD du groupe de doom metal anglais Anathema (A Vision of a Dying Embrace n'est qu'une VHS transformée en DVD).

## Contenu du DVD
- Live in Krakow 31/01/04

1. Intro: Childhood Dream
2. Balance
3. Closer
4. Pressure
5. Release
6. Forgotten Hopes
7. Destiny Is Dead
8. Are You There?
9. One Last Goodbye
10. Pulled Under At 2000 Metres A Second
11. Parisienne Moonlight
12. A Natural Disaster
13. Judgement
14. Panic
15. Temporary Peace
16. Flying

- Live in Liverpool 27/2/04 (with a string quartet)

1. One Last Goodbye
2. Temporary Peace
3. Flying

- "Pressure" promo clip
- "Release" live in London November 2002
- "A Natural Disaster" live in Hamburg/Prague